# Paul László
Paul László (6 de febrero de 1900 - 27 de marzo de 1993) fue un arquitecto húngaro-estadounidense moderno del siglo XX.
Ganó su reputación como diseñador de interiores para viviendas en la década de 1960. Más tarde, pasó a enfocar su carrera en el diseño de interiores comerciales. También destacan sus trabajos como diseñador industrial.
László sirvió en ambas guerras mundiales. Luchó con la artillería húngaro en el frente italiano durante la Primera Guerra Mundial y se alistó en el ejército de Estados Unidos y sirvió en el país durante la Segunda Guerra Mundial.
- Datos: Q216118
- Multimedia: Paul László / Q216118